# 黑葉穀木
黑葉穀木为野牡丹科穀木屬下的一个种。

## 扩展阅读
- 維基物種上的相關：黑葉穀木